# Apogon sealei
Apogon sealei es una especie de pez de la familia de los apogónidos en el orden de los perciformes.

## Morfología
Los machos pueden llegar a alcanzar los 10 cm de longitud total.

## Distribución geográfica
Se encuentran desde Malasia hasta las islas Salomón, sur de Japón, noroeste de Australia y Palaos (Micronesia).